# 小小大女人
《小小大女人》（英語：Little Little Big Woman）是香港亞洲電視製作的劇集，合共15集，首播於1989年9月。本劇由已故藝人陳百強之經理人陳家瑛擔任監製，馬偉豪及鍾健強合作編審，林建明、尹志強、吳剛、彭健新、李泳漢、周秀蘭、寶佩如等主演。

## 演員
- 林建明 飾 屈小小
- 尹志強 飾 柴頭
- 李泳漢 飾 Billy仔
- 吳剛 飾 阿培
- 李岡 飾 山雞
- 彭健新 飾 Thomas
- 周秀蘭 飾 阿May
- 寶佩如
- 邱展鵬
- 歐陽耀麟
- 喬宏
- 蔣金